# 正义论
《正义论》（英語：A Theory of Justice），是一本具有里程碑意义的政治哲学与伦理學著作，作者是约翰·罗尔斯。1971年初版，1975年与1999年出版修订本。在该书中，罗尔斯尝试用社會契約的衍生方式来解决分配公正（distributive justice）的问题，由此产生的理论被称为"justice as fairness"（以公平体现的正义，或略作正义即公平），理论导出了他的正义两原则：自由原则和平等原则。其中平等原則詳細表述爲機會均等原則和差別原則。

## 目的
在正义论中，约翰·罗尔斯主张「自由」和「平等」的原则性调和。其核心包括：提供正义的环境（这点是从大卫·休谟得到启发），以及，在此环境中为参与者（参見无知之幕的思想实验）提供公平选择的机会（这点和康德的观点相似）。
正义诸原则旨在引导参与者們的行为。这些参与者面對中等程度的萧条，他们既非必然利他、也非完全利己。他们有各自想推进的目的，但更愿意通过与他人在彼此都可接受的方面进行合作的方式来达成。
罗尔斯提供了一个关于公平选择（原初立场及其无知之幕）的模型，在这个模型中，参与者們将假想性地选出相互都可接受的正义原则。罗尔斯相信，在这样的约束下，参与者們会发现对他們有利的正义原则有着特别的吸引力，胜过其它诸如功利主义和右翼自由意志主义等方面的考量。

## 无知之幕
无知之幕（又称原初立场Original Position）是其论证的核心假设。
在原初立場中，立約者將被蒙上一層無知之幕，個人將不會知道自己的身分，性别，興趣，個性，嗜好，而僅有基本的正義觀念。在無知之幕的約束下，每個人為了確保自身的權益不會受到侵害，將會選擇制定一個能保障各種不同人的契約。於是，在理性的選擇下，人們會訂立具有正義觀的契約，而這個契約將能保障所有人的權益。

## 正義二原則

### 第一原則（自由原则）
每個人都應該有平等的權利，去享有最廣泛的基本自由權；而其所享有的基本自由權與其他每個人所享有的同類自由權相容。
罗尔斯所説的公民的基本自由權包括選舉與被選舉的政治自由、思想自由、集會與言論自由、良知的自由、個人財產的自由及免於恣意逮捕的自由。

### 第二原則（平等原则）
應該調整社會和經濟的不平等，使得：
1. 社會中處於最劣勢的成員受益最大，並与公平救濟原則（just savings principle）相容。（差別原則）
2. 各項職位及地位必須在公平的機會平等下，對所有人開放。（機會均等原則）[1]

英文：Social and economic inequalities are to be arranged so that:
1. they are to be of the greatest benefit to the least-advantaged members of society, consistent with the just savings principle (the difference principle).
2. offices and positions must be open to everyone under conditions of fair equality of opportunity

第二原則（平等原則）確保社會中所有人的可選項都具有實質意義，並同時確保分配公正。例如，由第一原則保障的政治話語權和集會自由對走投無路的窮人和邊緣化的人來講鮮有實質價值。差别原则体现了罗尔斯的一个重要观点：不平等在有些时候可以是公正的，只要它们有利于最不富裕的人。此外，羅爾斯主張，每個人可供選擇的機會不應由倫理上的任意因素 （如家庭出身）、以及先天資質（如運動天賦）來决定。
正义原则存在着优先级排序：自由原则最优先，其次是机会均等原则，最后是差别原则。在实现这些原则的顺序上，必须先满足优先级更高的原则，再满足接下来的原则。罗尔斯认为：“只有在先需的原则完全满足或不适用时，下一条原则才会发挥作用。（A principle does not come into play until those previous to it are either fully met or do not apply.）”因此，自由原则中保护的平等的基本自由权不能为了更大的社会优势（由机会均等原则产生）或更大的经济优势（由差别原则产生）进行交易或牺牲。同样，不能为了经济上的最大收益（由差别原则产生）而牺牲社会职位的机会平等。因为巨大的社会和经济不平等，即使对最穷的人有利，也往往会严重损害政治自由的价值以及实现机会公平均等的任何措施。

## 公平救濟
公平救濟／積蓄（just savings）是公平即正義的一個相對較爲次要的方面。它附屬在差別原則上，旨在提供一種約束，以减少給子孫後代帶來的嚴重影響。
羅爾斯主張我們對後代負有的責任是積蓄充足的有形資本（material capital）以持續地維持一個公正的制度。如果差別原則沒有提供這種跨世代（intergenerational）的要素，可能會造成剝削下一代劣勢群體來施惠於當前在世的劣勢群體。